# Eilema albula
Eilema albula là một loài bướm đêm thuộc phân họ Arctiinae, họ Erebidae.